# Blaubach (Brettach)
Der Blaubach ist ein 12 km langer Bach im Landkreis Schwäbisch Hall im nordöstlichen Baden-Württemberg, der nach meist südsüdöstlichem Lauf unterhalb des Weilers Bemberg der Gemeinde Rot am See von rechts in die mittlere Brettach mündet.

## Name
In den mittelalterlichen Urkunden wird der Bach Blawach oder Bloach genannt. Der Name ist eine Komposition aus ahd. blāw 'blau' und dem Hydronym aha für 'Fließgewässer'. Später wurde die Endung zu -bach uminterpretiert.

## Geographie

### Verlauf
Der Blaubach entsteht etwa einen Kilometer nordnordwestlich des Weilers Sigisweiler der Kleinstadt Schrozberg vor dem Wald Oberloh an einer isolierten Baumgruppe im Gewann Seewiesen auf etwa 477 m ü. NHN. Zwischen Feldern links und rechts zieht der dort grabenartige Lauf westwärts auf die Bahnstrecke Königshofen–Crailsheim zu, kurz vor deren Unterquerung er sich nach links zu wenden beginnt. Auf der anderen Seite des Bahndamms läuft, zuletzt diesem entlang, ein erster kurzer Feldgraben zu. Nach einem weiteren solchen am Nordrand des Kohlholzes entlang hat er seine künftig fast durchweg südsüdöstliche Laufrichtung erreicht, durchquert den Ostrand des Waldes und wechselt auf die andere Seite der Bahnlinie zurück, die ihm von nun an und bis fast zur Mündung im Tal oder auf den nahen Hügeln folgt.
Der zuvor zumindest teilweise in Betonschalen fließende Bach wird dann naturnäher, er schlängelt sich nach dem Zulauf des Sigisweiler Bachs aus dem Ostnordosten zwei bis drei Meter breit und über schlammiger Sohle träge zwischen dem Kohlholz rechts und dem Urlesholz links durch eine offene Aue mit Nasswiesen am Ufer. Nachdem er sich endgültig vom Rand des Kohlholzes gelöst hat, wird er kurz noch von Bäumen am Lauf begleitet, er fließt dort aber wieder in Betonschalen und anschließend gewunden zwischen Feldern mit völlig kahlen Ufern, bis etwas vor einer weiteren Feldwegquerung für kurze Strecke wieder eine Galerie einsetzt.
Etwas unterhalb dieser Querung setzt von neuem eine Begleitgalerie aus Bäumen ein, in welcher sich der dort etwa zwei Meter breite und einen Meter eingetiefte Bach naturnah schlängelt. Nun tritt die auch Kaiserstraße genannte B 290 auf ihrem Abschnitt Bad Mergentheim–Crailsheim in die Talmulde und nahe ans rechte Ufer. Dieser recht natürliche Bachabschnitt setzt sich, an einem kleinen Wäldchen mit einem Steinbruch-Restteich links in der Talmulde vorbei, bis weit in die Siedlungskontur von Blaufelden fort. Der Bach, an den nun dessen Häuser heranrücken, bleibt auch im Dorf außer an den querenden Straßen offen, deren größte die B 290 ist. Etwas nach dem alten Dorfkern mündet aus dem Nordosten der Strutbach, der mit fünf Kilometern Länge größte Nebenfluss des Blaubachs. Noch in der Ortskontur liegt neben dem Bach auf einer Seite wieder eine Auenwiese. Danach wechselt der Bach am unteren Dorfende auf die rechte Seite der Bahnlinie, woraufhin gegenüber der isoliert stehenden Hofmühle von rechts der Käsbrunnenbach mündet.
Nach Passieren der gleich folgenden Blaufeldener Kläranlage kerbt sich die bisher recht flache Talmulde stärker ein. Der nun, von einigen zur Uferbefestigung gelegten Steinen abgesehen, wieder naturnah in einer Galerie fließende Bach ist zwei bis fünf Meter breit, am Ufer und auf dem Grund liegt angeschwemmter Muschelkalkschutt. An manchen Stellen stehen Wände von Muschelkalkfelsen am Ufer und linksseits erstreckt sich lange und schmal ein ehemaliger, jetzt überwachsener Steinbruch. Am oberen Hang ziehen sich Hecken entlang und vor einer engen, nach Osten ausholenden Talschleife ist der Hang erstmals als Klebwald ausgebildet, wie er sonst eher nur für die größeren und tiefer eingeschnittenen Flüsse der Region typisch ist.
Etwa vier bis drei Kilometer vor der Mündung durchfließt der Blaubach das Blaufeldener Dorf Blaubach. Nach dem Ort läuft das inzwischen tief eingeschnittene Tal, in dem es nun keine öffentliche Straße mehr gibt, kurz westwärts auf die Mündung des letzten größeren Zuflusses Kühlstattbach zu, der aus einer der landschaftstypischen Waldklingen heraus mündet, während die bisherigen Zuflüsse in wenig eingeschnittenen, offenen Mulden liefen. Tal und Bach wenden sich dort wieder auf ihre südsüdöstliche Hauptrichtung. Nunmehr steht Wald an den Hängen und bald auch auf dem Talgrund. Aus diesem Talwald fließt der Bach in das auch Blaubachsee genannte Hochwasserrückhaltebecken Bemberg ein. Der hinter dem 28 m hohen Erddamm auf gewöhnlich 404 m ü. NHN angestaute, etwa 0,6 km lange Stausee mit einer Fläche von dann 3,6 ha enthält 100.000 m³ Wasser, bei Einstau können bis zu 1.650.000 m³ mehr zurückgehalten werden.
Im See verläuft die Gemeindegrenze zwischen Blaufelden und Rot am See. Ab dem Auslauf zieht das Tal noch wenige hundert Meter zwischen dem kleinen Roter Weiler Bemberg mit der Ruine Bebenburg auf dem linken und dem Einzelhof Horschhof der Kleinstadt Gerabronn auf dem rechten Mündungssporn nach Südwesten. Dann tritt der Blaubach in deren Flusstal ein und mündet sogleich auf etwa 391 m ü. NHN von rechts und gegenüber den nahen Häusern des Roter Weilers Kleinbrettheim in die mittlere Brettach.
Der Blaubach mündet nach 12,0 km langem Lauf mit mittlerem Sohlgefälle von etwa 7,2 ‰ rund 86 Höhenmeter unterhalb seines Ursprungs in den Seewiesen.

### Einzugsgebiet
Der Blaubach hat ein 36,8 km² großes Einzugsgebiet, das insgesamt im Unterraum Blaufelden-Gerabronner Ebene der Östlichen Hohenloher Ebene im Naturraum der Hohenloher und Haller Ebene liegt. Die mit etwa 491–492 m ü. NHN größte Höhe des im oberen Einzugsgebiet recht flachen Gebietes wird dort mehrfach erreicht.
Im Gebiet gibt es etwas Wald in Gestalt meist nicht sehr großer Waldinseln, die sich im Norden nach dem Laufschwenk des Blaubachs etwas am Lauf ballen, überwiegend aber ist es offen und wird beackert. Im Norden gehört es zur Kleinstadt Schrozberg, am Mittellauf mit dem größten Gebietsanteil zur Gemeinde Blaufelden. Der Südsüdwesten gehört zur Kleinstadt Gerabronn, der Südsüdosten zur Gemeinde Rot am See. Der größte Ort direkt am Bach ist Blaufelden am Mittellauf, daneben gibt es etliche kleine Weiler und andere Wohnplätze der drei Kommunen im Einzugsgebiet. Nahe am Lauf gibt es vor Blaufelden keine Besiedlung, danach folgen wenig nach Blaufelden dessen Wohnplatz Hofmühle, weiter abwärts meist rechtsseits dessen Weiler Blaubach und ganz zuletzt auf den beidseitigen Mündungsspornen der Weiler Bemberg von Rot am See und der Hof Horschhof von Gerabronn.
Reihum grenzen die Einzugsgebiete der folgenden Nachbargewässer an:
- Im Norden liegt das obere Einzugsgebiet des Vorbachs, der bei Weikersheim in die Tauber mündet;
- im Osten fließt der Wiesenbach in etwa gleicher Richtung oberhalb des Blaubachs zur Brettach;
- im Südsüdosten entwässern kürzere Bäche zwischen den beiden zur Brettach;
- im Südsüdwesten laufen die Eselsbergklinge, die Hammerschmiedsklinge und der Hörlesklingenbach nunmehr abwärts des Blaubachs zur Brettach;
- das Gebiet im Südwesten entwässert über den Rötelbach zur Jagst unterhalb der Brettach-Mündung;
- im Nordwesten läuft die Ette noch tiefer zur Jagst.

### Zuflüsse und Seen
Liste der Zuflüsse und  Seen von der Quelle zur Mündung. Gewässerlänge, Seefläche, Einzugsgebiet und Höhe nach den entsprechenden Layern auf der Onlinekarte der LUBW. Andere Quellen für die Angaben sind vermerkt.
Ursprung des Blaubachs auf etwa 477 m ü. NHN ca. 1 km nordnordwestlich von Schrozberg-Sigisweiler in den Seewiesen vor dem Wald Oberloh. Der Bach fließt zunächst west- bis westsüdwestwärts.
- (Graben am Wasen vorbei), von rechts und Nordwesten auf etwa 471 m ü. NHN neben der Bahnstrecke Königshofen–Crailsheim, ca. 0,9 km[LUBW 7] und ca. 0,4 km².[LUBW 8] Entsteht auf etwa 477 m ü. NHN südöstlich von Schrozberg-Kälberbach.
- (Graben am Nordrand des Kohlholzes vorbei), von rechts und Westen auf etwa 469 m ü. NHN, ca. 0,7 km[LUBW 7] und ca. 0,6 km².[LUBW 8] Entsteht auf etwa 478 m ü. NHN am Rand einer kleinen, dem Kohlholz vorgelagerten Waldinsel.
Ab diesem Zufluss läuft der Blaubach fast bis zuletzt südsüdostwärts.
- Sigisweilerbach, von links und Ostnordosten auf 467,6 m ü. NHN[LUBW 9] am Austritt aus dem Kohlholz in die Krämerswiesen, 1,6 km und ca. 1,2 km².[LUBW 8] Entsteht auf etwa 484 m ü. NHN im Gewann Espelen nordöstlich von Schrozberg-Sigisweiler.
- (Bach aus dem Waldgewann Wüstenweiler), von rechts und Westen auf etwa 467 m ü. NHN am Beginn der Auenweitung, ca. 0,6 km[LUBW 7] und ca. 0,3 km².[LUBW 8] Entsteht auf etwa 476 m ü. NHN in der Feldbucht Wasen. Unbeständig.
- (Bach aus dem Gewann Neuer See), von rechts und Westen auf knapp 465 m ü. NHN an einer Feldwegbrücke, ca. 1,3 km[LUBW 7] und ca. 0,7 km².[LUBW 8] Entsteht auf etwa 481 m ü. NHN am Waldrand zur Hellen Platte. Unbeständig.
- (Bach im Gewann Alter See), von rechts und Westen auf etwa 460 m ü. NHN an einer Feldwegbrücke, ca. 1,2 km[LUBW 7], davon nur ca. 0,5 km[LUBW 7] oberirdisch bis zu einer Versinkungsdoline sowie ca. 0,6 km².[LUBW 8] Entsteht auf etwa 479 m ü. NHN vor dem Wald Seeholz. Unbeständig. Von der Doline über Markierungsversuch nachgewiesene Verbindung zu einer Quelle am Blaubach am Nordrand von Blaufelden (Entfernung 1,1 km, Fließzeit 96 h, Abstandsgeschwindigkeit 11 m/h), siehe unten.[4]
- (Bach zum Wolfsschlag), von rechts und Westen auf etwa 460 m ü. NHN kurz nach dem vorigen, ca. 1,0 km[LUBW 7], davon nur ca. 0,6 km[LUBW 7] oberirdisch bis zu einer Versinkungsdoline sowie ca. 0,3 km².[LUBW 8] Entsteht auf etwa 482 m ü. NHN an der Lanzenhöhe. Unbeständig.
- ↑ Quelle am Nordrand Blaufeldens beim Entsorgungszentrum, Zufluss von der Doline im Gewann Alter See, siehe oben.[4]
  -  Passiert einen Steinbruchteich auf etwa 460 m ü. NHN am linken Unterhang Hessele am Nordrand Blaufeldens, 0,1 ha.
- Strutbach, von links und Nordwesten auf etwa 451 m ü. NHN in Blaufelden nach zuletzt verdoltem Lauf unter der Straße Huttenbach, 5,0 km und 7,7 km². Entsteht auf etwa 480 m ü. NHN nordöstlich von Sigisweiler.
  - Kesselgraben, von links und Norden auf etwa 471 m ü. NHN vor Blaufelden-Niederweiler, 0,7 km und ca. 0,4 km².[LUBW 8] Entsteht auf etwa 482 m ü. NHN im südlichen Hinterholz. Unbeständig.
  - ↓ Versinkt in einer Doline bei Niederweiler, Wiederaustritt an einer Quelle am Blaubach in Blaufelden (Entfernung 3 km, Fließzeit 9,5 h, Abstandsgeschwindigkeit 315 m/h).[5]
  - Heckengraben, von rechts und Westen auf etwa 469 m ü. NHN gegenüber von Niederweiler, 0,5 km und unter 0,3 km².[LUBW 8] Entsteht auf etwa 476 m ü. NHN im Heckenholz. Unbeständig.
  - Biegeläckergraben aus der Unteren Klinge, von links und Nordosten auf etwa 467 m ü. NHN nach Niederweiler, 0,5 km und ca. 0,9 km².[LUBW 8] Entsteht auf etwa 472 m ü. NHN in der Unteren Klinge östlich von Niederweiler. Unbeständig.
  - Kirschenhöhengraben aus der Oberen Klinge, von links und Ostnordosten auf etwa 465 m ü. NHN neben der L 1008 aus Schrozberg-Lindlein kurz vor ihrer Einmündung in die L 1001 Niederweiler–Blaufelden, 1,2 km und ca. 0,8 km².[LUBW 8] Entsteht auf etwa 481 m ü. NHN zwischen Kirschenhöhe und Binsenäckern.
  - Salbach (!), von links und Ostnordosten auf etwa 459 m ü. NHN gegenüber dem Ostrand von Blaufelden mit der Siedlung am Birkenweg, 1,3 km und ca. 1,4 km².[LUBW 8] Entsteht auf etwa 472 m ü. NHN im Gewann Saalbach (!).
    - ↓ Versinkt nach etwa der Hälfte des Weges in einer Doline, Wiederaustritt an einer Quelle am Blaubach in Blaufelden (Entfernung 1,55 km, Fließzeit 22 h, Abstandsgeschwindigkeit 70 m/h).[5]
- ↑ Karstquelle in Blaufelden oberhalb der Brücke Blaubacher Straße, Wiederaustritt von Wasser des Strutbachs und des Salbachs, siehe oben.[5]
- Käsbrunnenbach, von rechts und Nordwesten auf 444,6 m ü. NHN[LUBW 9] gegenüber Blaufelden-Hofmühle, 2,6 km und 2,7 km². Entsteht auf etwa 479 m ü. NHN nordwestlich von Blaufelden vor der Waldinsel Seeholz. Außer am untersten Lauf unbeständig.
  - (Graben zwischen Hasen- und Bauernhöhe), von rechts und Westen auf etwa 470 m ü. NHN neben einer Feldwegbrücke, unter 0,3 km[LUBW 7] und unter 0,3 km².[LUBW 8] Entsteht auf etwa 474 m ü. NHN. Unbeständig wasserführender Graben in natürlicher Mulde neben einem Feldweg.
  - (Graben zwischen Bauern- und Lindenhöhe), von rechts und Westen auf etwa 465 m ü. NHN bei MÜNDUNGSORT, ca. 0,5 km[LUBW 7] und über 0,2 km².[LUBW 8] Entsteht auf etwa 476 m ü. NHN. Unbeständig wasserführender Graben in natürlicher Mulde neben einem Grasweg.
  - (Graben zwischen Linden- und Katzenhöhe), von rechts und Westen auf etwa 462 m ü. NHN, ca. 0,7 km[LUBW 7] und unter 0,3 km².[LUBW 8] Entsteht auf etwa 478 m ü. NHN. Unbeständig wasserführender Graben in natürlicher Mulde, der kurz vor dem Käsbrunnenbach in einer Doline versinkt.
- Wittenweilergraben aus der Stockklinge, von rechts und Westen auf etwa 459 m ü. NHN, 1,1 km und ca. 0,5 km².[LUBW 8] Entsteht auf etwa 479 m ü. NHN in der Auchtweide wenig westnordwestlich von Blaufelden-Wittenweiler. Unbeständig wasserführender Graben in natürlicher Mulde zwischen der Trasse der Bahnstrecke Langenburg–Blaufelden links und der L 1036 Langenburg–Blaufelden, der zwischen Wittenweiler und dem Käsbrunnenbach in einer Doline versinkt.
- Schuckhofgraben, von links und Ostnordosten auf etwa 432 m ü. NHN im nördlichen Blaufelden-Blaubach, 1,2 km und ca. 0,6 km².[LUBW 8] Entsteht auf etwa 476 m ü. NHN an einen Großstallgebäude nordwestlich von Blaufelden-Schuckhof. Am Unterlauf nach dem Waldaustritt unterirdischer Verlauf.
- Kühlstattbach, von rechts und Westen auf 418,9 m ü. NHN[LUBW 9] etwas unterhalb von Blaubach, 3,6 km und 5,8 km². Entsteht auf etwa 479 m ü. NHN am Südostrand von Gerabronn-Oberweiler. Bis zu seiner bewaldeten Unterlaufklinge unbeständige Wasserführung.
  - ↓ Versinkt in der Ortslage Unterweiler, Wiederaustritt am Hörlesklingenbach kurz vor dessen Mündung in die Brettach (Entfernung 1,7 km, Fließzeit 50 h, Abstandsgeschwindigkeit 34 m/h).[5]
  - (Zufluss), von links und Nordwesten auf etwa 451 m ü. NHN wenig vor dem Beginn der Unterlaufklinge des Kühlstattbachs, ca. 2,4 km[LUBW 7] mit dem längsten Oberlauf und ca. 2,3 km².[LUBW 8] Die mündungsfernste Quelle liegt auf etwa 478 m ü. NHN am Südwestrand des Löhlesholzes. Bach entsteht aus drei Oberlaufzweigen, deren Betten noch vor ihrer Vereinigung am Mittellauf aussetzen, erst der Unterlauf läuft wieder ofen in natürlicher Mulde neben einem Feldweg. Überall nur unbeständiger Durchfluss.
  - ↑ Karstquelle in der Unterlaufklinge. Über Markierungsversuch nachgewiesene Verbindung zur Doline Löhlesfeld[6] (Entfernung 1,7 km, Fließzeit 13,5 h, Abstandsgeschwindigkeit 125 m/h).[5]
- Durchfließt auf 404 m ü. NHN[LUBW 10] das auch Blaubachsee genannte Hochwasserrückhaltebecken Bemberg vor Rot am See-Bemberg, 3,6 ha Dauereinstau. Das 1971 erbaute Rückhaltebecken des Wasserverbands Brettach staut hinter seinem 28 m hohen Erddamm dauerhaft 100.000 m³ Wasser zu einem etwa 0,6 km[LUBW 7] langen See und kann bei Hochwasser weitere 1.650.000 m³ zurückhalten, die gesteuert wieder abgelassen werden.[LUBW 11]
- (Bach aus der Gfällklinge), von links und Nordwesten ins Hochwasserrückhaltebecken, 0,9 km und ca. 2,1 km².[LUBW 8] Entspringt auf etwa 454 m ü. NHN einer Quelle im Lindenholz.
  - ↑ Karstquelle mit kurzem Zufluss von rechts unterhalb des Bahndamms. Über Markierungsversuch nachgewiesene Verbindung zur Doline Erlenbrunnen[7] (Entfernung 3,1 km, Fließzeit 36 h, Abstandsgeschwindigkeit 86 m/h).[5]
  - Grettenbach (?[LUBW 12]), von links und zuletzt Westen auf etwa 422 m ü. NHN nahe der Bahnstrecke Königshofen–Crailsheim im Lindenholz, ca. 2,2 km und ca. 1,8 km². Entsteht auf etwa 473 m ü. NHN wenig nordwestlich des Schuckhofes im Gewann Grettenbach. Fließt längstenteils und meist beständig südwärts und versinkt im Verlauf seiner letztlichen Wende nach Westen am Unterlauf kurz vor dem Lindenholz in einer Doline. Wasser tritt laut Markierungsversuch in der Gfällklinge aus.[8]

Mündung des Blaubachs von rechts und Nordnordwesten auf etwa 391 m ü. NHN zwischen Rot am See-Bemberg und -Kleinbrettheim in die mittlere Brettach. Der Blaubach ist 12,0 km lang und hat ein 36,8 km² großes Einzugsgebiet.

## Geologie
Weit überwiegend steht im Einzugsgebiet der Lettenkeuper (Erfurt-Formation) an. Ganz im Osten des Einzugsgebietes bei Lindlein gibt es einen kleinen Gebietszwickel, auf dem über dem Lettenkeuper noch Gipskeuper (Grabfeld-Formation) liegt und auf diesem wiederum viel jüngerer quartärer Hohenloher Feuersteinschotter. In der Bachmulde steht etwa ab dem Waldgebiet am eben nach Südsüdosten geschwenkten Oberlauf dagegen Oberer Muschelkalk an, in dem der Blaubach auch bis zu seiner Mündung bleibt. Auch in der Talmulde des größten Zuflusses Strutbach liegt etwas nach Niederweiler der Obere Muschelkalk, in den anderen zulaufenden Tälern dagegen überwiegend jüngeres Schwemmland. Es gibt etliche kurze Störungslinien im Einzugsgebiet, die alle ungefähr von Nordnordost nach Südsüdwest (rheinisch) oder von Westnordwest nach Ostsüdost (herzynisch) streichen.
Von einer größeren Zahl an Dolinen im Einzugsgebiet, in manchen von denen Zuflüsse versinken und welche die starke Verkarstung des Muschelkalks anzeigen, sind neun als Geotope ausgewiesen, desgleichen am Nordrand von Blaufelden jeweils ein aufgelassener Muschelkalk-Steinbruch im Blaubach- und im Strutbachtal.

## Schutzgebiete
Die zwei unter Geologie genannten aufgelassenen Steinbrüche bei Blaufelden, eine Fläche am unteren Strutbachtal mit Dolinen und einem verlandenden Tümpel sowie der Klebwald am rechten Talhang unterhalb der Hofmühle und einige Dolinen und Bachschwinden fern der großen Talzüge sind als Naturdenkmale ausgewiesen.
Ein kurzes Stück der Talmulde zwischen dem Eintritt der Bundesstraße in diese bis nach Blaufelden hinein und das Tal zwischen den Dörfern Blaufelden und Blaubach bilden zusammen das Landschaftsschutzgebiet Blaubachtal zwischen Blaubach und Blaufelden sowie nördlich von Blaufelden. Das Tal unterhalb von Blaubach mitsamt der Unterlaufwaldklinge des Kühlstattbachs und der untersten begleitenden rechten Hügelhöhe gehören zum großen Landschaftsschutzgebiet Mittleres Jagsttal mit Nebentälern und angrenzenden Gebieten.

## Tourismus
Der Frankenweg (HW 8) des Schwäbischen Albvereins kreuzt auf seiner Etappe von Schrozberg nach Langenburg den oberen Blaubach am Nordrand des Kohlholzes. Ein Blau-Strich-Wanderweg desselben Wandervereins führt vom Mulfinger Jagsttal-Dorf Eberbach im Westen nach Blaufelden und folgt dann dem unteren Blaubachtal und nach einem Bogen um den Blaubachsee dem abwärtigen Brettachtal.

### LUBW
Amtliche Online-Gewässerkarte mit passendem Ausschnitt und den hier benutzten Layern: Lauf und Einzugsgebiet des Blaubachs 

Allgemeiner Einstieg ohne Voreinstellungen und Layer: Daten- und Kartendienst der Landesanstalt für Umwelt Baden-Württemberg (LUBW) (Hinweise)
1. 1 2 3 4  Höhe nach dem Höhenlinienbild auf dem Hintergrundlayer Topographische Karte.
2. 1 2  Länge nach dem Layer Gewässernetz (AWGN).
3. 1 2  Einzugsgebiet aufsummiert aus den Teileinzugsgebieten nach dem Layer Basiseinzugsgebiet (AWGN).
4. ↑  Natur teilweise nach dem Layer Geschützte Biotope.
5. ↑  Seefläche nach dem Layer Stehende Gewässer.
6. ↑  Einzugsgebiet nach dem Layer Basiseinzugsgebiet (AWGN).
7. 1 2 3 4 5 6 7 8 9 10 11 12 13  Länge abgemessen auf dem Hintergrundlayer Topographische Karte.
8. 1 2 3 4 5 6 7 8 9 10 11 12 13 14 15 16 17 18 19  Einzugsgebiet abgemessen auf dem Hintergrundlayer Topographische Karte.
9. 1 2 3  Höhe nach grauer Beschriftung auf dem Hintergrundlayer Topographische Karte.
10. ↑  Höhe nach blauer Beschriftung auf dem Hintergrundlayer Topographische Karte.
11. ↑  Daten zum Staubecken nach dem Layer Stauanlage.
12. ↑  Name Grettenbach erschlossen aus dem Gewann gleichen Namens, in dem der Bach entsteht. Nahe am Lauf gibt es außerdem ein Gewann Grettenbachholz und ein Gewann Grettenbachfeld.
13. ↑  Geotope nach dem einschlägigen Layer.
14. ↑  Schutzgebiete nach den einschlägigen Layern.

### Andere Belege
1. ↑  Abfluss-BW: Modellierte Abflusswerte an der Mündung
2. ↑  Albrecht Greule: Deutsches Gewässernamenbuch. Walter de Gruyter, Berlin / Boston 2014, ISBN 978-3-11-057891-1, S. 63, „Blaubach“ (Auszug in der Google-Buchsuche).
3. ↑  Wolf-Dieter Sick: Geographische Landesaufnahme: Die naturräumlichen Einheiten auf Blatt 162 Rothenburg o. d. Tauber. Bundesanstalt für Landeskunde, Bad Godesberg 1962. → Online-Karte (PDF; 4,7 MB)
4. 1 2  Markierungsversuch von 1972, siehe Theo Simon: Blatt 6625 Schrozberg West der Geologischen Karte von Baden-Württemberg, Erläuterungen. Freiburg im Breisgau 2003, Beilage 4.
5. 1 2 3 4 5 6  Markierungsversuch von 1972, siehe Theo Simon: Blatt 6725 Gerabronn der Geologischen Karte von Baden-Württemberg, Erläuterungen. Freiburg im Breisgau 2012, S. 72.
6. ↑  Steckbrief Geotop Doline mit Zulauf im Löhlesfeld beim Landesamt für Geologie, Rohstoffe und Bergbau (PDF, 291 KB)
7. ↑  Steckbrief Geotop Doline im Erlenbrunnen beim Landesamt für Geologie, Rohstoffe und Bergbau (PDF, 287 KB)
8. ↑  Hans Hagdorn, Theo Simon: Geologie und Landschaft des Hohenloher Landes. (=Forschungen aus Württembergisch-Franken, Band 28) 2. Auflage, Thorbecke, Sigmaringen 1988, ISBN 3-7995-7627-4, S. 105.
9. ↑  Geologie nach den Layern zu Geologische Karte 1:50.000 auf: Mapserver des Landesamtes für Geologie, Rohstoffe und Bergbau (LGRB) (Hinweise)